# Stefano Ianne
Stefano Ianne (Padova, 8 ottobre 1963) è un compositore, polistrumentista e inventore italiano.

## Biografia

### Formazione
Stefano Ianne è un compositore e polistrumentista che suona pianoforte, sintetizzatori, percussioni, batteria, chitarre acustiche, chitarre elettriche fretless, basso fretless e sarod. In particolare alla batteria si è formato in gioventù con la guida di Carlo Battisti al Mississippi Jazz Club di Roma e al basso alla guida di Gianfranco Gullotto alla UNO di Roma, mentre per quanto riguarda il sarod si è formato alla scuola di musica classica indiana di Pradeep Barot e Riccardo Battaglia.
Nei primi anni novanta suonò con Romano Mussolini, Irio De Paula, Ettore Lombardi, Arthur Miles. Negli anni a venire in particolare con Arthur Miles iniziò una collaborazione che portò il duo a produrre insieme il brano You got me.
Fra le sue influenze iniziali cita Burt Bacharach e Pat Metheny.
È laureato in Conservazione dei Beni Culturali. È laureato in Musicoterapeuta con indirizzo neuro-riabilitativo (GCA) presso il Conservatorio Frescobaldi di Ferrara.

### Carriera
Nel novembre 2006 ha dato vita all'opera Variabili Armoniche, album registrato in studio con un ensemble ad hoc di 30 elementi orchestrali e con la partecipazione di Valter Sivilotti in qualità di elaboratore orchestrale.
Da questo primo album il brano Aurore è stato scelto come colonna sonora dello spot dell'Acqua Panna in onda dal 1º giugno 2008.
Nell'aprile 2008 esce l'opera Elephant, registrata dal vivo al Teatro Dal Verme di Milano con la Orchestra i Pomeriggi Musicali, diretti da Valter Sivilotti e con la partecipazione di Rolf Hind (John Adams/London Sinfonietta). Il concerto è stato dedicato alla lotta che l'UNICEF sta portando avanti per ridurre la mortalità dei bambini a causa dell'aids. Nell'occasione Premio Unicef Italia per Antonella Ruggiero. È presente nell'album una traccia video d'animazione della storia di Elephant illustrata da Francesco Acquaviva, ambientata a Parigi ai primi del Novecento.
Sempre nel 2008 i brani Flying e Concerto per violino quarto sono la colonna sonora di Beket film del regista surrealista Davide Manuli, premiato dalla critica al Festival del cinema di Locarno e al Festival del cinema di Miami.
Detti brani fanno parte della terza opera di Ianne dal titolo Mondovisioni, registrato da ottanta elementi dell'Orchestra i Pomeriggi Musicali, uscito a febbraio 2009 e che vede la partecipazione di Antonella Ruggiero.

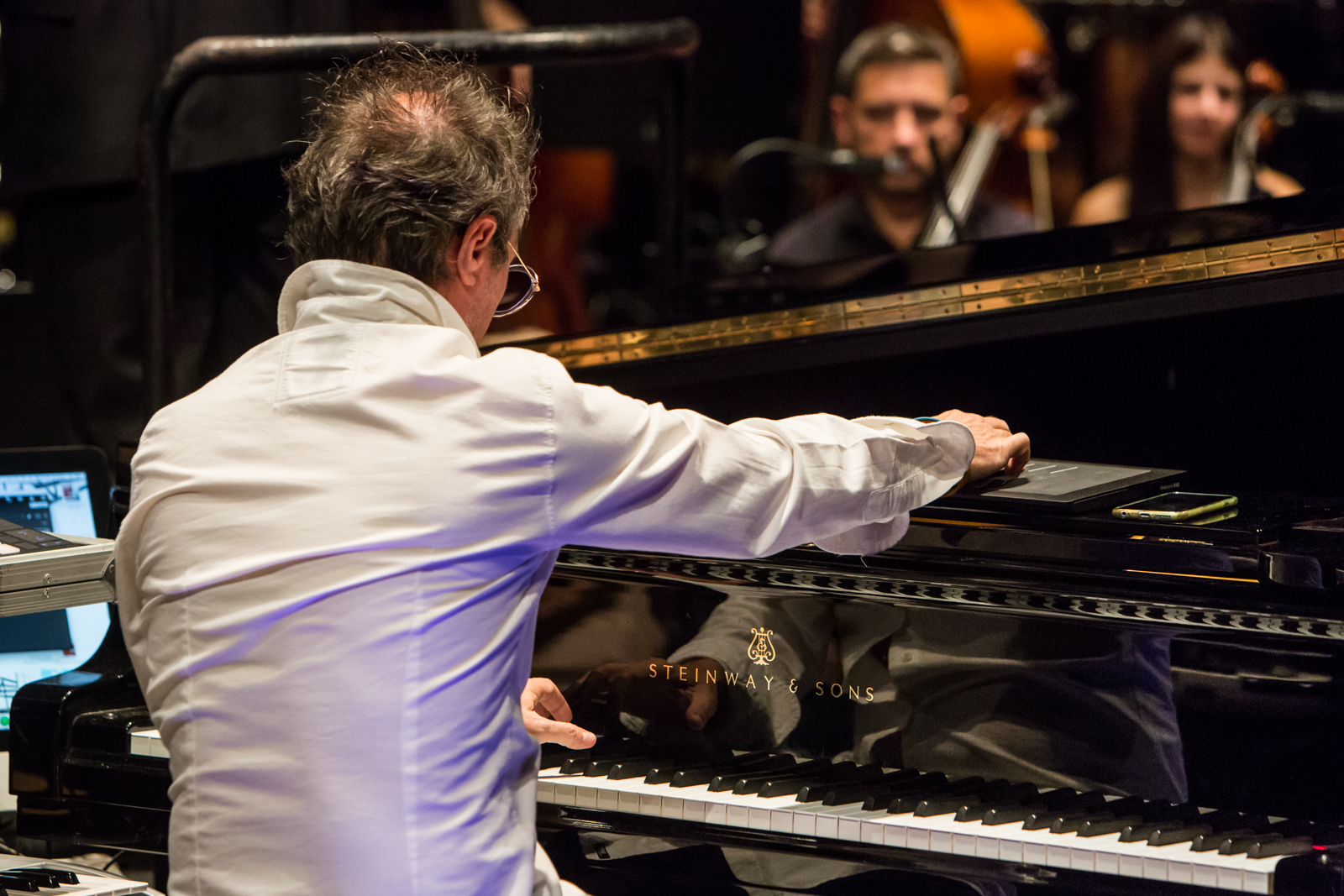

Il quarto album Piano Car, edito da Rai Trade ad aprile del 2010, vede la partecipazione di Trilok Gurtu, Mario Marzi, Ricky Portera, Nick Beggs (Kajagoogoo, Steve Hackett, Steven Wilson), Terl Bryant (John Paul Jones, Peter Gabriel), John De Leo e Gennaro Cosmo Parlato nel brano Sette Cosmi
Il lavoro contiene Neda Freedom, brano dedicato a Neda Soltan uccisa dal regime durante i disordini in Iran e Quota 8100 opera sinfonica in omaggio allo scalatore ed esploratore Walter Bonatti. Ne nasce un tour di sei date con tutti i protagonisti del disco. Il tour è patrocinato da Unicef.
A giugno del 2010 il debutto alla Carnegie Hall di New York come compositore nel concerto per pianoforte solo di Fabrizio Datteri con un brano inedito per piano solo dal titolo Barcarole.
A maggio 2012 esce il lavoro per solo pianoforte Raymond and the Bull Terriers, interpretato dal premio Abbiati Emanuele Arciuli con le elaborazioni pianistiche di Valter Sivilotti. Il brano che da titolo all'album è stato espressamente composto per Arciuli.
Sempre nel 2012 diviene il primo compositore al mondo a comporre per un robot componendo Rain Again, prima opera in assoluto per robot e pianoforte, espressamente scritta per TeoTronico, il robot ideato da Matteo Suzzi e che sfida nei concerti il pianista Roberto Prosseda.
Di lui Steve Reich ha detto: "Concerto per Violino Quarto and then later Moto Perpetuo struck me as quite lovely. I wish him well developing his natural rather prolific talent."
Nel 2015 fonda, insieme a Mario Marzi e Stefano Calvano il trio IA MA CA.

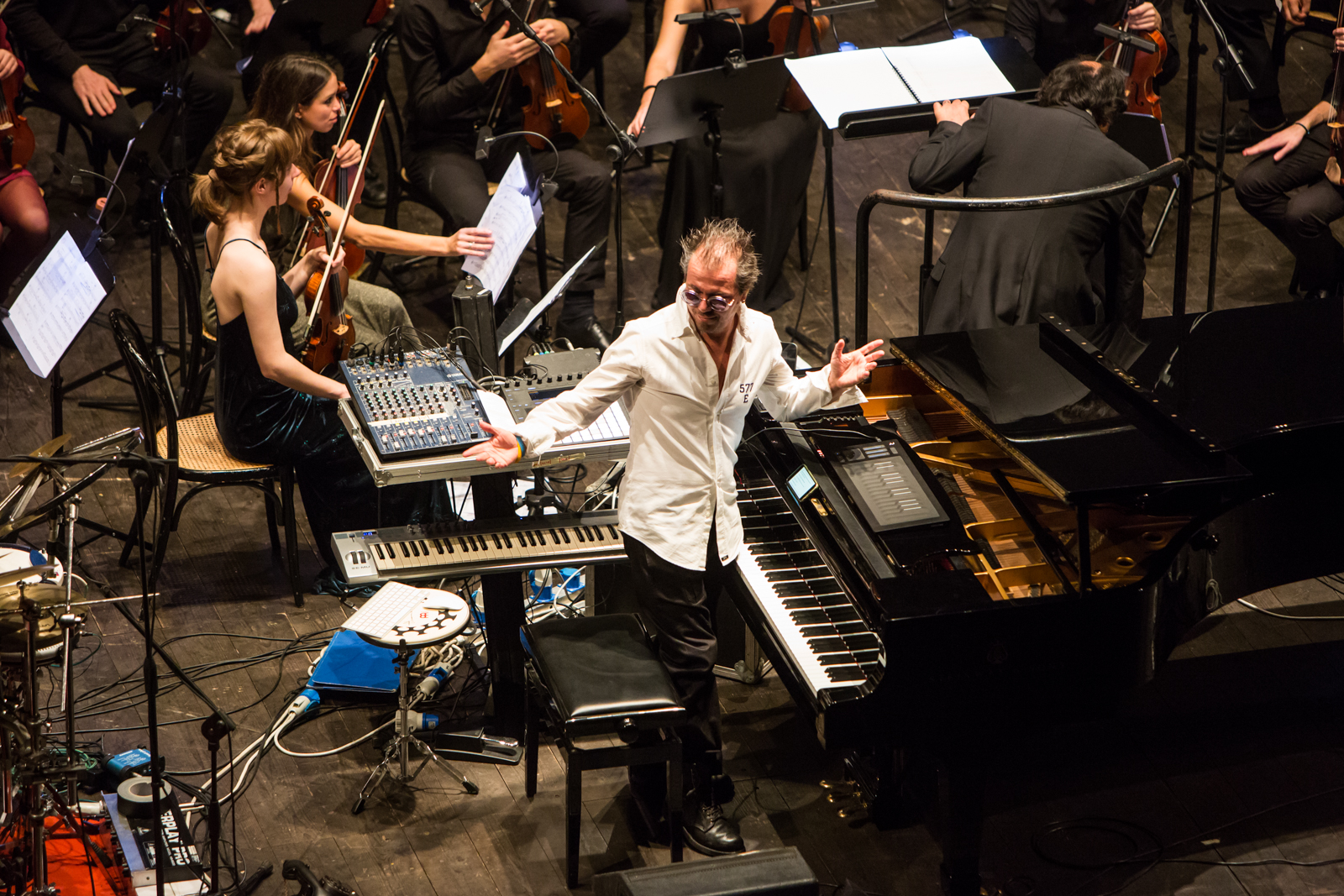

Nell'ottobre del 2015 vince con le musiche del brano Viaç il Festival della Canzone Friulana, assicurandosi anche il Premio della Critica.
Il giorno 8 aprile 2016 esce Iamaca, sesto album.
Nel 2017 continua la collaborazione con il sassofonista Mario Marzi con il quale fonda 'Stefano Ianne Project'. Alla batteria Calvano viene sostituito da Terl Bryant. Il trio così formato fa base a Valencia. Esce l'album Duga-3, ispirato al film Il complotto di Chernobyl di Chad Gracia. Cameo di Liam McKahey (Cousteau). Nel disco Ianne fa largo uso di sintetizzatori e chitarre. Dall'album viene tratto il pluripremiato video Love War, dedicato alla violenza sulle donne, con la regia di Salvatore Scaduto e la partecipazione della coreografa Aram Ghasemy e le performers Margareth Locorotondo e Niyayesh Nahavandy.

Nel 2018 inventa il MidiFly, un nuovo controller musicale attivato da un software con il quale si possono produrre suoni attraverso il protocollo MIDI, agendo con il solo movimento delle mani su una griglia virtuale originata da una telecamera a raggi infrarossi. La comunità internazionale di musicoterapia si accorge immediatamente che quello strumento, nato per il semplice intrattenimento, in realtà si rivela molto efficace in campo neuro-riabilitativo. Il MidiFly viene presentato alla comunità internazionale il 28 giugno 2019 alla 11TH European Music Therapy Conference di Aalborg, dopo un anno e mezzo di studi correlati da evidenze scientifiche e cliniche.
Nel 2019 esce Trans Europa, album di elettronica ambient. Il primo lavoro nel quale il compositore suona come completamente solo, mixato da Mattia Dallara e masterizzato da Max Rosati. Da questo nel 2020 nascerà il video Office, 22 minuti di ripetuti gesti surreali e simbolismi di alienazione del lavoro e della vita in generale. Un'opera impegnativa, ispirata all'atmosfera retrofuturista del Brazil di Terry Gilliam e all'isolazionismo esistenziale messo in scena dalla trasposizione cinematografica di The wall a opera di Alan Parker. Il filo rosso è quello che idealmente lega le sperimentazioni dei pionieri John Cage, Brian Eno, La Monte Young alle più moderne interpretazioni di drone music. Secondo appuntamento con la regia di Salvatore Scaduto.
Nel 2020 prosegue il lavoro di sperimentazione e da questo scaturisce l'album Voices for Aliens, interamente prodotto e suonato con il MidiFly, lo strumento originale che si è ormai consolidato come un oggetto intermediario fondamentale nei nuovi approcci di neuroriabilitazione e musicoterapia. Il video che ne anticipa l'uscita viene girato a Valencia con la regia di Javier Cordero Huecas.
A gennaio 2021 esce un cofanetto di cinque opere rimasterizzate contenente tutta l'esperienza sinfonica, e intitolato The Symphonic Works.

Ad aprile 2021 esce la colonna sonora di Mappe Criminali prodotto da Invisible Dog per TV8/Sky.
A maggio 2021 esce, come Stefano Ianne Project, il sedicesimo album dal titolo Les Belles Habitudes.
A ottobre 2021 escono Todos Juntos, un progetto sull'attenzione divisa e Binaural World, Vol. 1, progetto basato sui Toni binaurali.
Nel 2022 escono Download the Donkey (come Zabriskie Joint) scritto a 4 mani con Teo Ciavarella (Lucio Dalla) e Do Ut Diesis, che vede la partecipazione di Bruno Farinelli alla batteria (Il Volo), Andrea Ferrario (Vasco Rossi) al sax, Salvatore Vaccaro al trombone, Riccardo Battaglia al Sarod e Max Rosati (Fiorella Mannoia).

## Stile compositivo
La sua musica proviene da variegati generi che passano dalla musica sinfonica al progressive, fino all'elettronica ambient. In tutto ciò è comunque riconoscibile una ben definita e originale cifra stilistica.
In merito alla stile compositivo si può affermare che nella musica di Ianne la ripetizione di incipit musicali non necessariamente genera arte in essere: il divenire, in questo caso, scaturisce dalla propulsione del modello stesso (breve che sia). Pertanto lo sviluppo non dipende necessariamente dell'elaborazione del materiale bensì, prima di tutto, dalle caratteristiche degli elementi proposti.
Infinite variazioni e microvariazioni rinnovano i temi musicali, attorno ai quali si sviluppano gli arrangiamenti, ora delicati ora più incisivi.
Stefano Ianne è anche l'editore e ideatore, insieme a Roberto "Freak" Antoni, del fumetto bimestrale Freak ispirato alla vita del leader e cantante del gruppo rock demenziale Skiantos.
Nelle proprie esperienze il compositore annovera nel 1990 e 1991 anche la regia di un teatrino di cabaret, il Circolo Barnum, costruito ad Asolo sullo stile del Cabaret Voltaire fondato a Zurigo da Hugo Ball nel 1916.

## Premi e riconoscimenti
- 2021 Award Winner: categoria "Best Composer" al Vegas Short di Las Vegas, per il video Office[10]
- 2021 Award Winner: categoria "Best Composer" al LA Indies di Los Angeles, per il video Office
- 2021 Award Winner: categoria "Best Music in Short" al Vancouver Independent Film Festival in Canada, per il video Office
- 2021 Award Winner: categoria "Best Sound Design Short" al Cooper Awards in Estonia, per il video Office[11]
- 2021 Award Winner: categoria "Best Composer" al Arthouse Festival of Beverly Hills di Los Angeles, per il video Office
- 2021 Honorable Mention: categoria "Best Short Film" e "Best Acting Debut" al ADIFF - Actor&Director Awards di San Pietroburgo per il video Office
- 2021 Nomination: categoria "Best Composer" al New York Independent Cinema Award di New York per il video Office

## Opere

### Album
- 2005 Variabili armoniche - Rai Trade
- 2007 Elephant (Live) Orchestra i Pomeriggi Musicali - Rai Trade
- 2008 Mondovisioni (Live) Orchestra i Pomeriggi Musicali - Rai Trade
- 2010 Piano Car - Rai Com
- 2012 Raymond and the Bull Terriers - Rai Com
- 2019 Trans Europa - Ian Steven Circus
- 2020 Voices for Aliens - Ian Steven Circus
- 2021 The Symphonic Works: Variabili Armoniche (Remastered) Stefano Ianne meets Valter Sivilotti - Rai Com
- 2021 The Symphonic Works: Elephant (Remastered) Stefano Ianne meets Rolf Hind and I Pomeriggi Musicali - Rai Com
- 2021 The Symphonic Works: Mondovisioni (Remastered) Stefano Ianne meets Antonella Ruggiero and I Pomeriggi Musicali - Rai Com
- 2021 The Symphonic Works: Piano Car (Remastered) Stefano Ianne meets Trilok Gurtu - Rai Com
- 2021 The Symphonic Works: Raymond and the Bull Terriers (Remastered) Stefano Ianne Valter Sivilotti Emanuele Arciuli - Rai Com
- 2021 Stefano Ianne meets Ennio Morricone, orchestra sinfonica Accademia Musicale Naonis - Rai Com, Virgin Music, Warner Music, Universal Music
- 2021 Todos Juntos - Ian Steven Circus
- 2021 Binaural World, Volume 1 - Ian Steven Circus
- 2021 Binaural World, Volume 2 - Ian Steven Circus
- 2022 Do Ut Diesis - Ian Steven Circus

### Con Stefano Ianne Project
- 2016 Iamaca - Ian Steven Circus
- 2018 Duga-3 - Ian Steven Circus
- 2021 Les Belles Habitudes - Ian Steven Circus

### Con Zabriskie Joint
- 2020 Sunrise - EP - Collettivo d'Autore
- 2021 Centipede - EP - Collettivo d'Autore
- 2022 Download the Donkey - Ian Steven Circus

### Singoli
- 2008 Mondovisioni (Stefano Ianne) con Antonella Ruggiero - Rai Com, Libera
- 2010 Shadow Boxing (Stefano Ianne/Nick Beggs) con Nick Beggs, Terl Bryant, Ricky Portera - Rai Com
- 2010 Sette Cosmi (Stefano Ianne/Gennaro Cosmo Parlato) con Gennaro Cosmo Parlato - Rai Com
- 2010 Too Bright (Ianne/De Leonardis/Ravaglioli/Morini) con Trilok Gurtu e John De Leo - Rai Com
- 2018 Spanish Eyes (Stefano Ianne/Liam McKahey) con Liam McKahey Cousteau (gruppo musicale) - Ian Steven Circus

### Video musicali
- 2007 Elephant regia di Francesco Zaffi, disegni di Francesco Acquaviva - Rai Trade
- 2020 Voices for Aliens regia di Javier Cordero Huecas - Ian Steven Circus
- 2021 Jonh Wayne regia di Javier Cordero Huecas - Ian Steven Circus
- 2021 Walkin' on the Turia regia di Javier Cordero Huecas - Ian Steven Circus

### Musiche per spot commerciali
- 1993 Giovanni Rana - istituzionale
- 1993 S.I.V Società Italiana Vetro - istituzionale
- 1993 Tudor - istituzionale
- 1994 Magneti Marelli - istituzionale e TV
- 1994 Fiat - istituzionale
- 1996 Gruppo Stradivari - istituzionale e TV
- 1998 Business Net - istituzionale
- 1998 Abeille - istituzionale
- 2003 Idro Nord - TV
- 2005 Aquanova - istituzionale
- 2007 Enel - istituzionale
- 2008 Acqua Panna, di Ogilvy & Mather - TV
- 2020 Idrotek Italia - istituzionale e TV

### Sigle televisive
- 2008 Montanelli TV RaiSat, di Nevio Casadio

### Musiche per cinema
- 2008 Beket, regia di Davide Manuli - Blue Film
- 2010 Bandiera viola regia di Claudio Lazzaro - Nobu Productions
- 2011 Licenziata! regia di Lisa Tormena - Sunset soc. Cop.
- 2012 Different Ways of Living (cortometraggio) regia di Matteo Lolletti - Sunset soc. Cop.
- 2019 Love War (cortometraggio) con Aram Ghasemy, Margareth Locorotondo, Niayesh Nahavandi, regia di Salvatore Scaduto - Ian Steven Circus
- 2019 Ton Nom (cortometraggio) con Massimiliano Vado, regia di Salvatore Scaduto - Ian Steven Circus
- 2020 Office (cortometraggio) con Stefano Ianne, regia di Salvatore Scaduto - Ian Steven Circus

### Musiche per la TV
- dal 2009 La storia siamo noi - RAI
- dal 2009 Geo&Geo - RAI
- dal 2010 Alle falde del Kilimangiaro - RAI
- dal 2010 Linea blu - RAI
- dal 2010 Linea verde - RAI
- dal 2010 Sulla via di Damasco - RAI
- dal 2010 Voyager - RAI
- dal 2021 Mappe criminali - TV8/SKY

### Musiche per teatro
- 2007 40 minuti di Silvia Magnani e Franco Fussi
- 2008 Stanze di Silvia Magnani
- 2013 Maestrelli, l'ultima partita di Giorgio Serafini Prosperi, Roberto Bastanza, Pino Galeotti
- 2016 Torpakh e i semi del Nulla di Aram Gashemy
- 2021 Hold Me o ye  Fish di Aram Ghasemy

### Partiture
- 2012 “Raymond and the Bull Terriers” edizioni Carish

### Pubblicazioni
- Freak numero uno, La Genesi di Freak, editrice SIE, novembre 2007
- Freak numero due, Bologna, Iene brancola nel buio, editrice SIE, febbraio 2008
- Freak numero tre, Signor Tenente, lei è bello come un cavallo, editrice SIE, aprile 2008
- Freak numero quattro, Non c'è pace per i pazzi, editrice SIE, settembre 2008
- Freak numero cinque, Cosa si annida nelle fogne, editrice Mimesis, gennaio 2010.